# Бріакан
Бріака́н (рос. Бриакан) — село у складі району імені Поліни Осипенко Хабаровського краю, Росія. Адміністративний центр Бріаканського сільського поселення.

## Населення
Населення — 1173 осіб (2010; 1450 у 2002).
Національний склад (станом на 2002 рік):
- росіяни — 86 %